# Município de Lake (condado de Ashland, Ohio)
O município de Lake (em inglês: Lake Township) é um município localizado no condado de Ashland no estado estadounidense de Ohio. No ano de 2010 tinha uma população de 690 habitantes e uma densidade populacional de 13,24 pessoas por km².

## Geografia
O município de Lake encontra-se localizado nas coordenadas 40° 41′ 59″ N, 82° 10′ 27″ O. Segundo a Departamento do Censo dos Estados Unidos, o município tem uma superfície total de 52.13 km², da qual 51,92 km² correspondem a terra firme e (0,41 %) 0,21 km² é água.

## Demografia
Segundo o censo de 2010, tinha 690 pessoas residindo no município de Lake. A densidade populacional era de 13,24 hab./km². Dos 690 habitantes, o município de Lake estava composto pelo 96,09 % brancos, o 1,01 % eram afroamericanos, o 0,72 % eram asiáticos, o 1,16 % eram de outras raças e o 1,01 % eram de uma mistura de raças. Do total da população o 2,17 % eram hispanos ou latinos de qualquer raça.